# Acalypha riedeliana
Acalypha riedeliana är en törelväxtart som beskrevs av Henri Ernest Baillon. Acalypha riedeliana ingår i släktet akalyfor, och familjen törelväxter. Inga underarter finns listade i Catalogue of Life.